# Massacro di Ponary

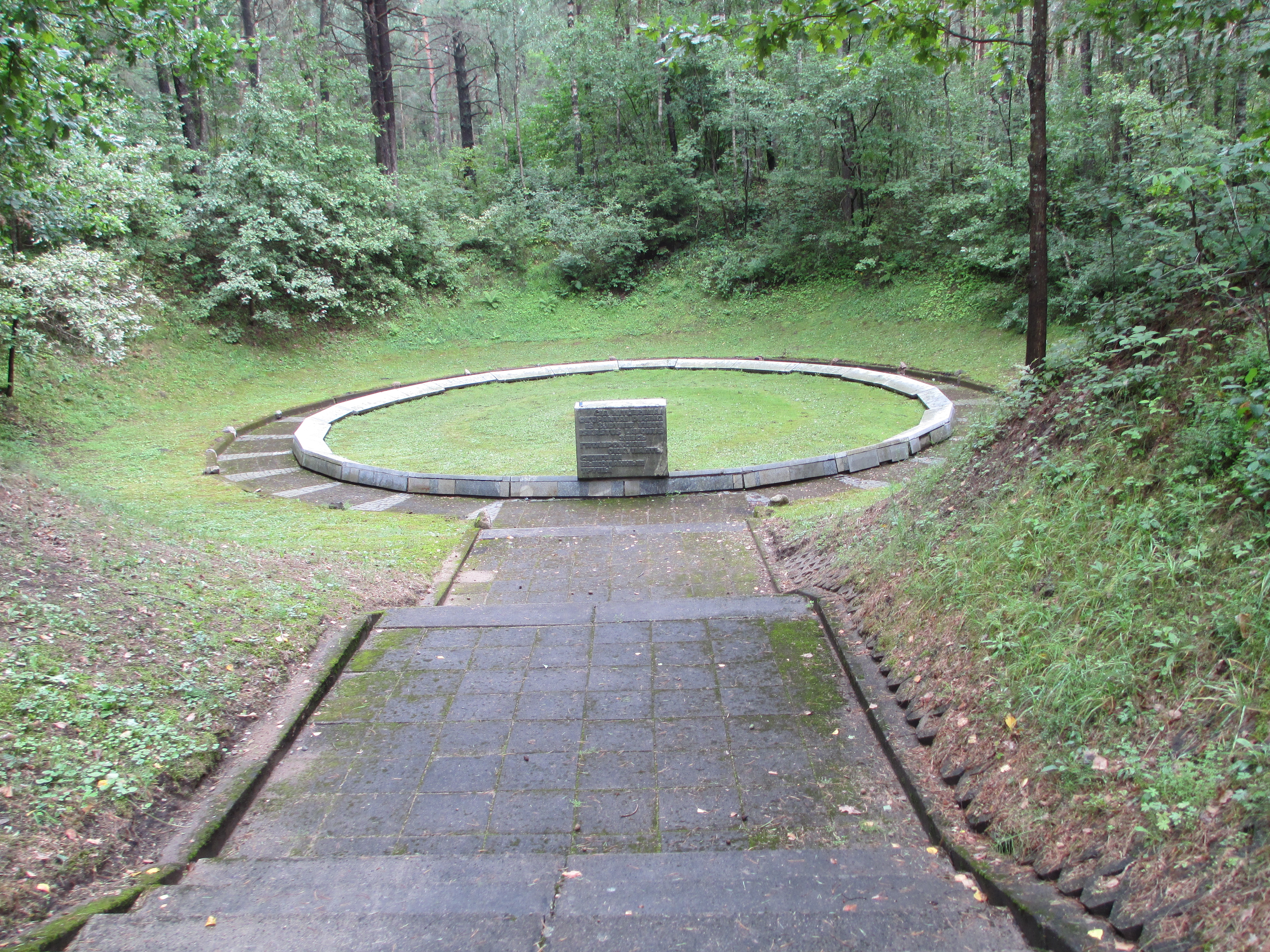
Una delle fosse comuni nelle quali furono sepolte le vittime delle stragi.

Il massacro di Paneriai, avvenuto nel contesto dell'Olocausto, riguardò lo sterminio della popolazione ebraica di nazionalità polacca di Vilnius (capitale dell'odierna Lituania). Il nome deriva da una località collinare distante circa dieci chilometri dal centro della città di Vilnius, Paneriai (in polacco: Ponary, in tedesco: Ponaren), che sorge nei pressi della ferrovia Vilnius-Varsavia.

## Il massacro
Dopo l'annessione della Lituania da parte dell'Unione Sovietica, effettuata nel quadro del Patto Molotov-Ribbentrop che prevedeva la spartizione dell'Europa orientale in due sfere di influenza, le autorità sovietiche incominciarono la costruzione di grandi depositi di carburante per i vicini aeroporti militari di Vilnius. I lavori di costruzione vennero interrotti nel 1941, in seguito alla invasione tedesca dei territori sovietici. Tra il luglio 1941 e l'agosto 1944, Paneriai divenne un luogo di eccidi che, alla fine, contarono più di 100.000 vittime, per la maggior parte ebrei di nazionalità polacca, provenienti dalla vicina città di Vilnius. 
Le modalità di esecuzione del massacro di Ponary sono simili a quelle messe in atto in quegli anni dai reparti speciali nazisti (Einsatzgruppen) e collaborazionisti locali anche in altre località dell'est europeo, come Liepāja e Rumbula in Lettonia, Bronna Góra in Bielorussia, o Babij Jar in Ucraina. Nel caso di Ponary, le esecuzioni vennero portate a termine dagli Einsatzgruppen (composti da appartenenti alle SS e all'SD) tedeschi coadiuvati da una unità della locale polizia lituana, la Ypatingasis Būrys. Le vittime venivano solitamente denudate, portate sull'orlo di profonde fosse e uccise con un colpo alla nuca oppure da sventagliate di mitra.
Il massacro incominciò nel luglio del 1941 quando una speciale unità dell'Einsatzkommando 9 radunò 5.000 ebrei di Vilnius e li uccise a Paneriai. Successivi eccidi, spesso promossi dalla polizia lituana, ebbero luogo durante l'estate e l'autunno: alla fine dell'anno oltre 40.000 ebrei erano stati uccisi a Paneriai.
Sul massacro è stato scritto il "Diario di Ponary, 1941-1943", del giornalista polacco Kazimierz Sakowicz che, in modo oggettivo, da testimone non coinvolto, dà un terribile resoconto dell'uccisione di circa 50-60.000 ebrei lituani da parte dei nazisti e dei collaborazionisti lituani nella foresta di Paneriai (Ponary in polacco). Il libro, che è uno più scioccanti documenti sulla Shoah, è stato pubblicato nel 1999 in polacco e nel 2005 in inglese da Yad Vashem. È stato tradotto anche in italiano: "Diario di Ponary. Testimonianza diretta del genocidio ebraico in Lituania, 1941-1943", Mimesis Edizioni, 2018.
Come scrive Rachel Margolis nell'introduzione, il testo era stato scritto da Sakowicz in fogli di calendario che erano stati messi in bottiglie vuote di limonata, sigillati e sepolti nel terreno. Essi, alla conclusione della guerra, furono riportati alla luce da vicini di casa di Sakowicz e consegnati a Yad Vashem. La Margolis afferma che "gli storici ne hanno vietato la pubblicazione per molti anni, forse perché dà piena evidenza delle atrocità commesse dai lituani (i "Ponary riflemen" di Sakowicz) e dagli occupanti tedeschi della città". La prefazione del libro è di Yitzhak Arad (direttore di Yad Vashem dal 1972 al 1993), autore di Ghetto in flames: the struggle and destruction of the Jews in Vilna in the Holocaust (1980).
Il numero totale delle vittime fino alla fine del 1944 si aggira dalle 70.000 alle 100.000. In seguito alle esumazioni post-belliche operate dalle forze sovietiche del 2º Fronte bielorusso, circa l'80% delle vittime fu di origine ebraica e proveniente dalle vicine città polacche e lituane, mentre il restante era composto da membri dell'intellighenzia e dell'esercito polacco, inclusi circa 7.500 prigionieri di guerra uccisi nel 1941. Nelle ultime fasi del massacro vennero uccise anche poche persone di altre nazionalità: russi, zingari e comunisti lituani. Le uccisioni di Paneriai sono attualmente motivo di indagine e approfondimento per la sezione di Danzica dell'Istituto polacco del Ricordo nazionale (in polacco: Instytut Pamięci Narodowej, IPN).
All'avvicinarsi delle truppe sovietiche nel 1943, le autorità tedesche cercarono di nascondere le atrocità commesse: un'unità di 80 internati del vicino campo di concentramento di Stutthof fu trasferita e incaricata di esumare i corpi per poi bruciarli. Le ceneri vennero miscelate con sabbia e reinterrate. Dopo sei mesi di lavoro, il 19 aprile 1944, l'unità di internati riuscì a fuggire e 11 sopravvissero per raccontare ciò che era successo.

## I memoriali
Il luogo del massacro è oggi ricordato da diversi memoriali dedicati alle vittime dell'Olocausto e da un piccolo museo. Un primo monumento fu eretto in epoca sovietica e menziona genericamente i patrioti e i civili uccisi nel massacro.
Dopo l'era sovietica, altri monumenti si sono aggiunti a ricordare i gruppi specifici che furono vittime degli eccidi: ebrei, polacchi, russi e rom.

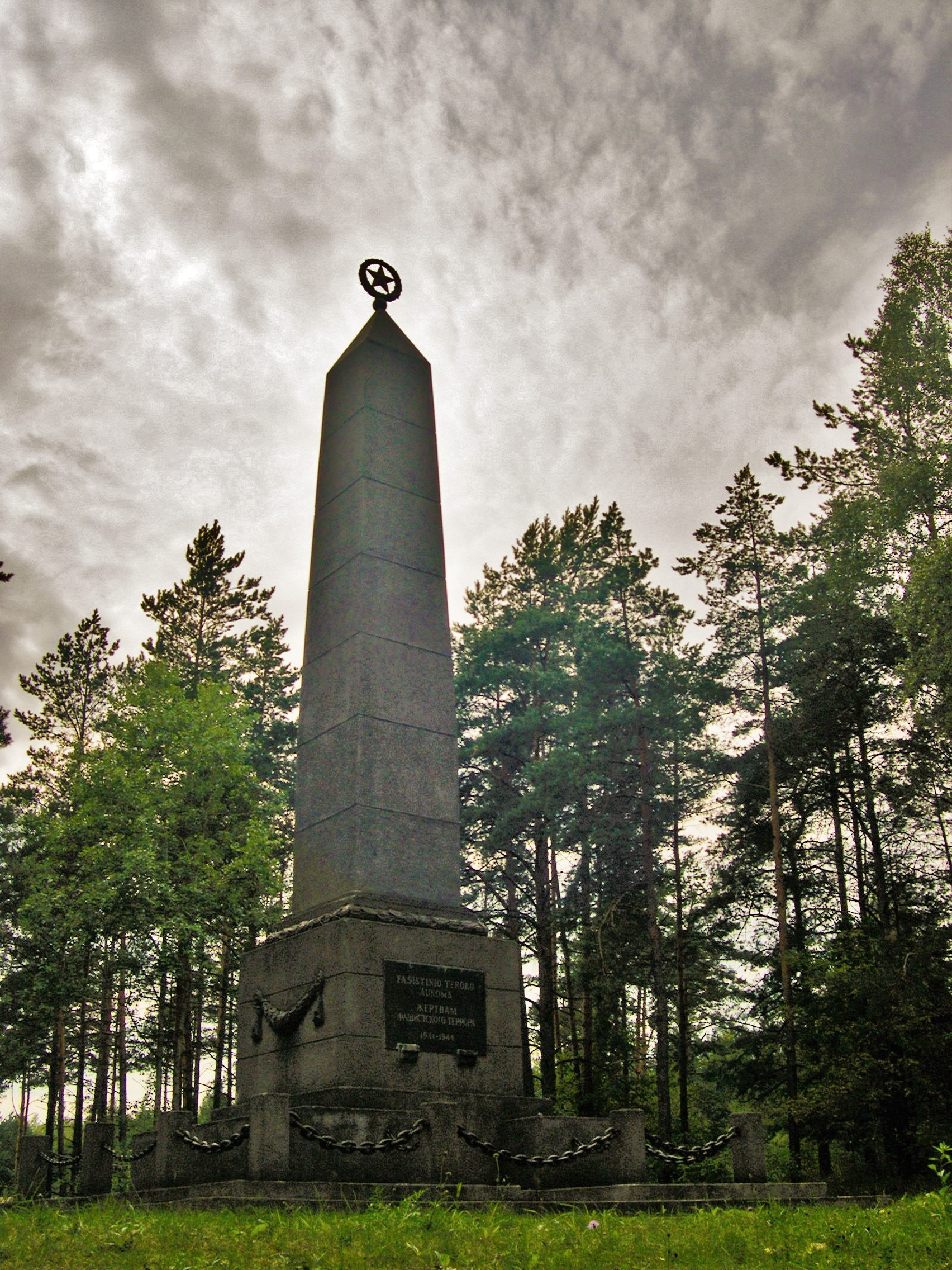
Il primo memoriale eretto in epoca sovietica.
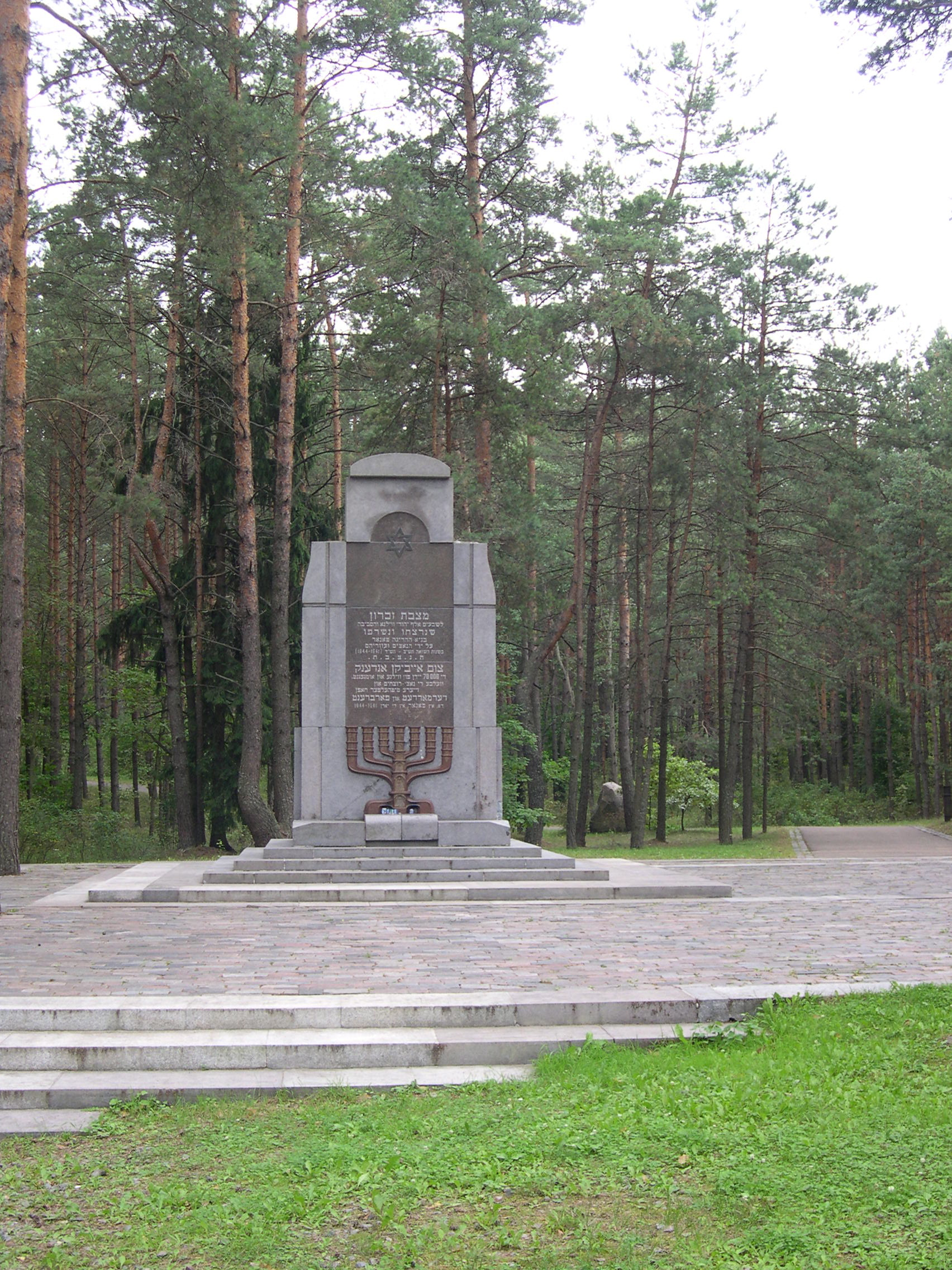
Il monumento alle 70.000 vittime ebree.
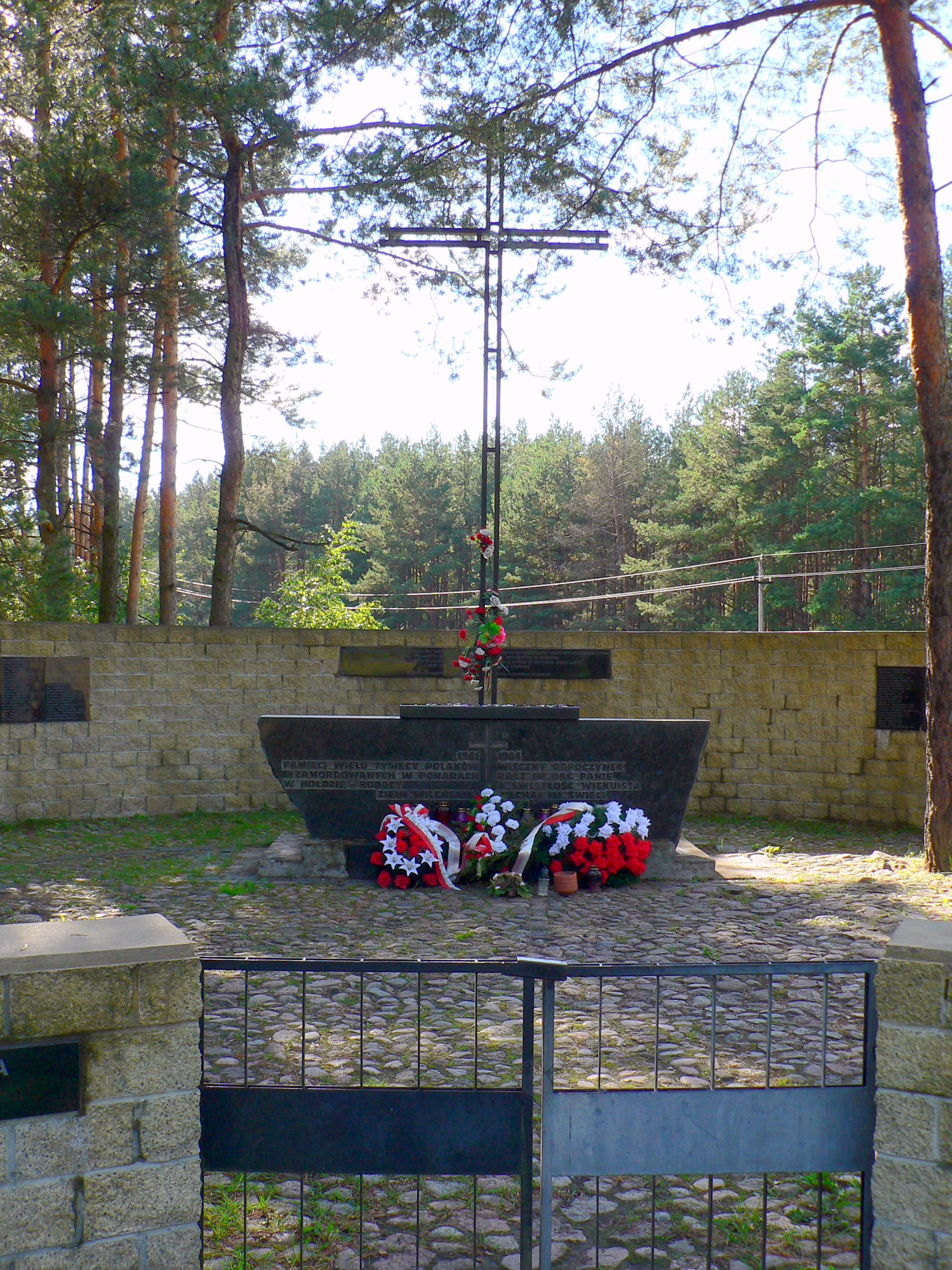
Il monumento alle migliaia di vittime polacche.